# Сибиряк, Иван Петрович
Ива́н Петро́вич Сибиря́к (род. 29 ноября 1932, с. Князевка, Рузаевский район, Карагандинская область, Казахская АССР, СССР) — тракторист совхоза «Чистопольский» Чистопольского района Кокчетавской области Казахской ССР, Герой Социалистического Труда (1967).

## Биография
Родился 29 ноября 1932 года в селе Князевка Рузаевского района Карагандинской области Казахской АССР (ныне — район имени Габита Мусрепова Северо-Казахстанской области, Казахстан). По национальности русский.
Окончив 4 класса местной начальной школы, в 1944 году стал колхозником в местной сельхозартели имени Куйбышева. В 1950 году окончил курсы механизаторов и трудоустроился по полученной специальности трактористом Старобельской машинно-тракторной станции (МТС) в селе Старобелка того же района.
В сентябре 1951 года призван в армию, служил в Дальневосточном военном округе, дослужившись до командира отделения. В октябре 1955 года демобилизован, вернулся домой и продолжил работу в МТС, а после реорганизации в 1957 году — трактористом-комбайнером в совхозе «Чистопольский» Чистопольского района Кокчетавской области.
В 1964 году на комбайне СК-3 за 18 рабочих дней подобрал валки пшеницы с площади 516 гектаров и намолотил 542 тонны зерна, в том же году на тракторе ДТ-75, обработал 906 гектаров мягкой пахоты. Часто выполнял суточное задание на 120—125 процентов. В 1964 году стал членом КПСС.
В 1966 году за 10 рабочих дней скосил 421 гектар зерновых, после чего за две недели подобрал валки с площади 578 гектаров, намолотив 815,4 тонны зерна, на тракторе вспахал 785 гектаров при плане 588 гектаров. Зимой трудился скотником на животноводческой ферме.
Указом Президиума Верховного Совета СССР от 19 апреля 1967 года «за достигнутые успехи в увеличении производства и заготовок зерна в 1966 году» удостоен звания Героя Социалистического Труда с вручением ордена Ленина и золотой медали «Серп и Молот».
Трудился в совхозе ещё два десятилетия. Избирался депутатом сельского Совета депутатов трудящихся. В 1988 году переехал в Иркутск.
Награждён орденами Ленина (19.04.1967), Октябрьской Революции (24.12.1976), Трудового Красного Знамени (19.02.1981), медалями, в том числе «За трудовое отличие» (11.01.1957), «За освоение целинных земель». Награждён Почётной Грамотой Верховного Совета Казахской ССР, в честь 80-летия удостоен знака общественного поощрения «75 лет Иркутской области» (2012).

## Семья
Жена — Тамара Иосифовна Сибиряк, дети — дочь и двое сыновей.